# Ograde
Ograde (en serbe cyrillique : Ограде) est un village de Bosnie-Herzégovine. Il est situé sur le territoire de la ville de Trebinje et dans la république serbe de Bosnie. Selon les premiers résultats du recensement bosnien de 2013, il compte 30 habitants.

## Géographie
Le village est situé à la frontière entre la Bosnie-Herzégovine et la Croatie.
Il est entouré par les localités suivantes :
|                          | Kunja Glavica    |      |
| Kunja Glavica            | Ograde           | Grab |
| Duba Konavoska (Croatie) | Dunave (Croatie) |      |

## Démographie

### Évolution historique de la population dans la localité
| 1948 | 1953 | 1961 | 1971 | 1981 | 1991 | 2013 |
| ---- | ---- | ---- | ---- | ---- | ---- | ---- |
| -    | -    | 84   | 67   | 74   | 32   | 30   |

|  |

### Répartition de la population par nationalités (1991)
En 1991, les 32 habitants du village étaient tous serbes.